# Менезиш, Франсишку Жавьер ди
Франси́шку Шавье́р ди Мене́зиш, 4-й граф Эрисейра (порт. Francisco Xavier de Meneses, 29 января 1673 — 21 декабря 1743), — португальский дворянин, военный, научный писатель, поэт.

## Биография
Унаследовал графский титул в 14-летнем возрасте, с юных лет интересовался математикой, филологией и историей. Первое сочинение «Рассуждение об искусстве» (порт. Discurso sobre as Artes) опубликовал в 1695 году, а за два года до этого, в 1693 году, стал первым президентом Академии благородных (порт. Academia dos Generosos, то есть аристократов), пик активности которой пришёлся на 1660—1665 годы. В 1718 году реорганизовал деятельность академии с целью улучшения подготовки знати для решения технических проблем ткачества, добычи полезных ископаемых и земледелия.
Отличился во многих сражениях Войны за испанское наследство (в частности, в 1705 году некоторое время был военным губернатором Эворы), в 1735 году стал военным советником. 
В 1717 году основал Португальскую академию (порт. Academia Portuguesa) и назначен её секретарём. Организация стала предшественницей Королевской академии португальской истории, со времени основания которой в 1720 году являлся одним из пяти директоров. Был иностранным членом Аркадской академии в Риме и Лондонского королевского общества. Интересовался шелководством и принял участие в основании Королевской шёлкоткацкой фабрики (порт. Real Fábrica das Sedas). Состоял в переписке с наиболее выдающимися учёными своего времени, в первую очередь с филологами и математиками. Обладал богатой коллекцией книг, инструментов, машин.
В мемуарах королевской академии в Лиссабоне напечатано множество его речей, диссертаций, примечаний всякого рода. Написал эпическую поэму Henriqueida (1741) и много стихотворений на случай. Неизданным при жизни остался его перевод Art poétique Буало (1697), впервые опубликованный в 1793 году.